# Cameroun aux Jeux olympiques d'été de 2016
Le Cameroun participe aux Jeux olympiques d'été de 2016 à Rio de Janeiro au Brésil du 5 août au 21 août. Il s'agit de sa 14e participation à des Jeux d'été.
24 athlètes sont qualifiés (dont 12 dans l'équipe du Cameroun de volley-ball féminin) dans 6 sports.

## Athlétisme
Le Cameroun est représentée par deux femmes en athlétisme : Joëlle Mbumi Nkouindjin en triple saut et Auriol Dongmo au lancer du poids.
Auriol Dongmo se qualifie pour la finale où elle termine 12e avec un lancer à 16,82 m.
| Athlètes                | Épreuve         | Qualification | Qualification | Finale       | Finale   |
| Athlètes                | Épreuve         | Performances  | Rang          | Performances | Rang     |
| ----------------------- | --------------- | ------------- | ------------- | ------------ | -------- |
| Joëlle Mbumi Nkouindjin | Triple saut     | 13,11 m       | 36e           | Éliminée     | Éliminée |
| Auriol Dongmo           | Lancer du poids | 17,92 m       | 10e           | 16,82 m      | 12e      |

## Boxe
Quatre boxeurs camerounais participent aux Jeux. Wilfried Seyi est le seul à remporter un combat, face au colombien Jorge Vivas dans la catégorie des poids moyens.
| Simplice Fotsala       | Mi-mouches (-49 kg)   | Galal Yafai 0-3      | Éliminé             | Éliminé | Éliminé | Éliminé | Éliminé | Éliminé | Éliminé | Éliminé |
| Smaïla Mahaman         | Super-légers (-64 kg) | Batuhan Gözgeç 0 - 3 | Éliminé             | Éliminé | Éliminé | Éliminé | Éliminé | Éliminé | Éliminé | Éliminé |
| Wilfried Seyi Ntsengue | Moyens (-75 kg)       | Jorge Vivas 2 - 1    | Houssam Abdin 0 - 3 | Éliminé | Éliminé | Éliminé | Éliminé | Éliminé | Éliminé |         |
| Hassan N'Dam N'Jikam   | Mi-lourds (-81 kg)    | Michel Borges 0-3    | Éliminé             | Éliminé | Éliminé | Éliminé | Éliminé | Éliminé | Éliminé | Éliminé |

## Haltérophilie
Deux haltérophiles camerounais participent aux Jeux de Rio : Petit David Minkoumba (-94 kg) et Arcangeline Fouodji (-69 kg).
| Athlète               | Compétition   | Arraché  | Arraché | Épaulé-jeté | Épaulé-jeté | Total | Rang |
| Athlète               | Compétition   | Résultat | Rang    | Résultat    | Rang        | Total | Rang |
| --------------------- | ------------- | -------- | ------- | ----------- | ----------- | ----- | ---- |
| Petit David Minkoumba | -94 kg hommes | 140      | 16e     | 165         | 16e         | 305   | 16e  |
| Arcangeline Fouodji   | -69 kg femmes | 82       | 16e     | 105         | 13e         | 187   | 14e  |

## Judo
Vanessa Mballa Atangana est éliminée au premier tour de la catégorie -78 kg par la polonaise Daria Pogorzelec.
| Athlète                 | Compétition           | 1er tour                    | 2e tour             | Quart de finale     | Demi-finale         | Repêchage 1         | Repêchage 2         | Finale              | Finale   |
| Athlète                 | Compétition           | Adversaire Résultat         | Adversaire Résultat | Adversaire Résultat | Adversaire Résultat | Adversaire Résultat | Adversaire Résultat | Adversaire Résultat | Rang     |
| ----------------------- | --------------------- | --------------------------- | ------------------- | ------------------- | ------------------- | ------------------- | ------------------- | ------------------- | -------- |
| Vanessa Mballa Atangana | Moins de 78 kg femmes | Battue par Daria Pogorzelec | Éliminée            | Éliminée            | Éliminée            | Éliminée            | Éliminée            | Éliminée            | Éliminée |

## Lutte
Le Cameroun est représenté par trois lutteuses : Annabelle Ali (-75 kg), Rebecca Muambo (-48 kg) et Emilienne Essombe Tiako (-53 kg).
| Athlète                 | Compétition   | 1er tour                         | 2e tour                             | Quart de finale                  | Demi-finale         | Repêchage 1              | Repêchage 2                       | Finale              | Finale |
| Athlète                 | Compétition   | Adversaire Résultat              | Adversaire Résultat                 | Adversaire Résultat              | Adversaire Résultat | Adversaire Résultat      | Adversaire Résultat               | Adversaire Résultat | Rang   |
| ----------------------- | ------------- | -------------------------------- | ----------------------------------- | -------------------------------- | ------------------- | ------------------------ | --------------------------------- | ------------------- | ------ |
| Rebecca Muambo          | -48 kg femmes | Battue par Elitsa Yankova 0 - 10 | Éliminée                            | Éliminée                         | Éliminée            | Éliminée                 | Éliminée                          | Éliminée            | 17e    |
| Emilienne Essombe Tiako | -53 kg femmes | Exemptée                         | Battue par Betzabeth Argüello 0 - 8 | Éliminée                         | Éliminée            | Éliminée                 | Éliminée                          | Éliminée            | 16e    |
| Annabelle Ali           | -75 kg femmes | Exemptée                         | Bat Jaramit Weffer 6 - 0            | Battue par Guzel Manyurova 6 - 8 | NC                  | Bat Zsanett Németh 5 - 2 | Battue par Ekaterina Bukina 3 - 5 | NC                  | 5e     |

## Volley-ball

### Tournoi féminin
L'équipe du Cameroun de volley-ball féminin se qualifie pour les Jeux en remportant le tournoi de qualification olympique africain.

#### Classement
| # | Équipe       | Pts | J | G | Gt | Pt | P | Sp | Sc | Ratio | Pp  | Pc  | Ratio |
| 1 | Brésil       | 15  | 5 | 5 | 0  | 0  | 0 | 15 | 0  | MAX   | 377 | 272 | 1.386 |
| 2 | Russie       | 12  | 5 | 4 | 0  | 0  | 1 | 12 | 4  | 3     | 393 | 323 | 1.217 |
| 3 | Corée du Sud | 9   | 5 | 3 | 0  | 0  | 2 | 10 | 7  | 1.429 | 384 | 372 | 1.032 |
| 4 | Japon        | 6   | 5 | 2 | 0  | 0  | 3 | 7  | 9  | 0.778 | 347 | 364 | 0.953 |
| 5 | Argentine    | 2   | 5 | 0 | 1  | 0  | 4 | 3  | 14 | 0.214 | 319 | 407 | 0.784 |
| 6 | Cameroun     | 1   | 5 | 0 | 0  | 1  | 4 | 2  | 15 | 0.133 | 328 | 410 | 0.8   |

- Qualifiés pour les quarts de finale